# ام‌اکس‌ام اند ولف کازینز
ام‌اکس‌ام اند ولف کازینز (انگلیسی: MXM and Wolf Cousins) دو سازمان سوئدی ترانه‌سرایی و تولید موسیقی هستند که توسط ترانه‌سرا و تهیه‌کننده موسیقی، مکس مارتین، بنیان‌گذاری و تأسیس شده‌اند. استودیوهای ام‌اکس‌ام و تولیدکنندگان وابسته به آن در شهر نیویورک مستقر هستند، و وُلف کازینز میوزیک در لس‌آنجلس فعالیت می‌کند. هر دو سازمان اِم اِکس اِم و وُلف کازینز دفتر مرکزی خود را در استکهلم، سوئد دارند، جایی که آثارشان از آنجا سرچشمه می‌گیرد، زیرا هر دو از کارهای استودیوهای ماراتون و چیرون نشأت گرفته‌اند.
این دو استودیو با همکاری یکدیگر، مجموعه‌ای موسیقایی را حول همکاران مکس مارتین تشکیل داده‌اند. تیم ام‌اکس‌ام شامل خود مارتین، رامی یعقوب، ساوان کوتچا، اعضای گروه کارولینا لایر یعنی یوهان کارلسون، پیتر کارلسون و ریکارد گورانسون، پیتر اسونسون، گیتاریست گروه کاردیگانز، و الویرا آندرفجارد است. این تیم تا سال ۲۰۱۴ شامل دکتر لوک نیز بود. وُلف کازینز شامل شلبک، اسکار هولتر، یاکوب یرلستروم و لودویگ سودربرگ است که با نام گروه استرادز (بدون ارتباط با گروه بریتانیایی به همین نام) تولید می‌کنند؛ همچنین ماتیاس لارسون و روبین فردریکسون از اعضای متمن اند رابین، ایلیا سلمان‌زاده، علی پیامی، و اسکار «اوزگو» گورس در این مجموعه حضور دارند.

## دیسکوگرافی منتخب
تعداد محدودی از هنرمندان و همکاران انتخاب‌شده‌ای که این سازمان‌ها و ترانه‌سرایان و تولیدکنندگان با آن‌ها همکاری کرده‌اند:
- دکتر آلبان
- ایس آو بیس
- بکستریت بویز
- روبین
- بریتنی اسپیرز
- سلین دیون
- وست‌لایف
- بون جووی
- کلی کلارکسون
- پینک
- شین وارد
- لیونا لوئیس
- آوریل لوین
- کیتی پری
- لزلی روی
- مایلی سایرس
- جسی جی
- آدام لمبرت
- کشا
- شر لوید
- وان دایرکشن
- مارون ۵
- تیلور سوئیفت
- تو لو
- آریانا گرانده
- د ویکند
- کارلی ری جپسن
- الی گولدینگ
- دی‌ان‌سی‌ای
- دمی لواتو
- سلنا گومز
- جاستین تیمبرلیک
- ایمجین درگنز
- فایو سکندز آو سامر
- اسکیپ مارلی
- تروی سیوان
- چارلی ایکس‌سی‌ایکس
- سابرینا کارپنتر
- جولیا مایکلز
- مارینا دیاماندیس
- اد شیرن
- سم اسمیت
- الی ایکس
- لبرینت
- کلدپلی
- باستیل
- منسکین